# Banksiola crotchi
Banksiola crotchi is een schietmot uit de familie Phryganeidae. De soort komt voor in het Nearctisch gebied.